# Catherine Gayer

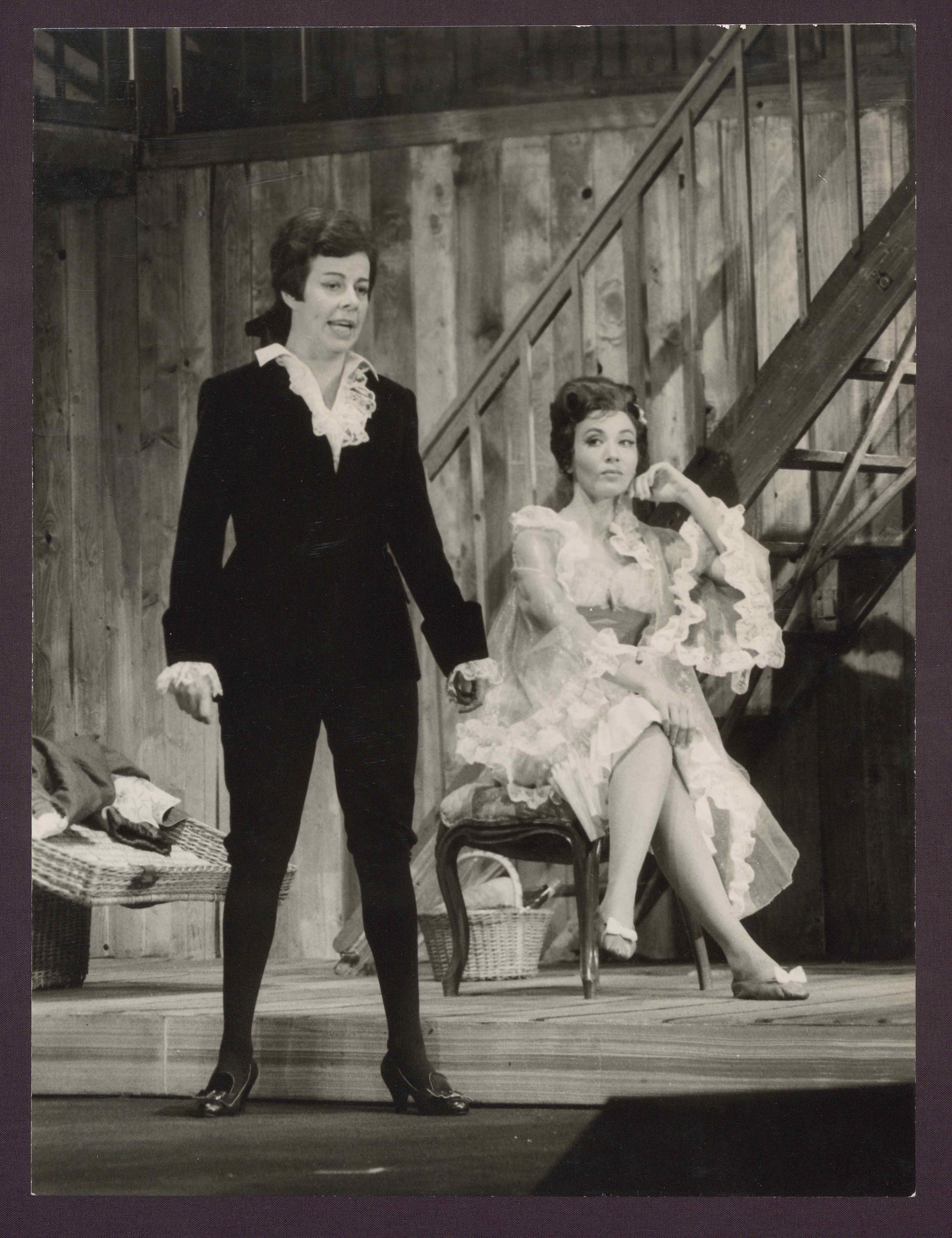
Catherine Gayer (rechts) in Ariadne auf Naxos am Badischen Staatstheater Karlsruhe (1965/66)

Catherine Gayer (* 11. Februar 1937 in Los Angeles) ist eine US-amerikanische Opernsängerin (Sopran) und Gesangspädagogin.

## Leben
In Los Angeles studierte sie Gesang, Violine und Musikwissenschaft. In den 1950er-Jahren kam sie nach Deutschland und studierte bei Irma Beilke an der Hochschule für Musik und Darstellende Kunst in Berlin. 1960 übernahm sie die Hauptpartie in der Uraufführung von Luigi Nonos Intolleranza und war seitdem Mitglied des Ensembles der Deutschen Oper Berlin, das sie erst 2002 verließ. Es folgten weltweite Auftritte im gesamten klassischen Repertoire und in diversen Partien der zeitgenössischen Oper, wie z. B. in Hans Werner Henzes Elegie für junge Liebende oder die Marie in Bernd Alois Zimmermanns Soldaten (Regie: Hans Neuenfels). Zahlreiche Komponisten schrieben speziell für die Berliner Kammersängerin, wie z. B. Aribert Reimann die Titelpartie in Melusine. Besonderes Interesse entwickelte Catherine Gayer für die Hochformen der Unterhaltungsmusik und den Jazz. Daher förderte sie nicht nur junge Sänger aus dem klassischen Bereich, sondern lehrte beispielsweise als Dozentin auch Gesang im Studienbereich Musical an der Folkwang-Hochschule Essen. 2017 wirkte sie in einer Inszenierung von Mauricio Kagels Staatstheater mit.
Gayer war mit dem Politikwissenschaftler Abraham Ashkenasi verheiratet und hat mit ihm zwei Söhne, den Diplomphysiker David und den Komponisten und Schauspieler Danny Ashkenasi.

## Theater
- 1991: Peter Turrini: Der Minderleister (Sängerin) – Regie: Carl-Hermann Risse (Deutsches Theater Berlin)

## Hörbuch
- Robert Gillner (Hrsg.): Shakespeare for Lovers. Sprecher: Catherine Gayer, David Knutson u. a. Monarda Publishing House, Halle 2012, 2 CD, 92 Minuten.